# Nová Ves (kraj hradecki)
Nová Ves – gmina w Czechach, w powiecie Rychnov nad Kněžnou, w kraju hradeckim.
1 stycznia 2017 gminę zamieszkiwało 180 osób, a ich średni wiek wynosił 41,5 roku.